# Abdij van Wisques

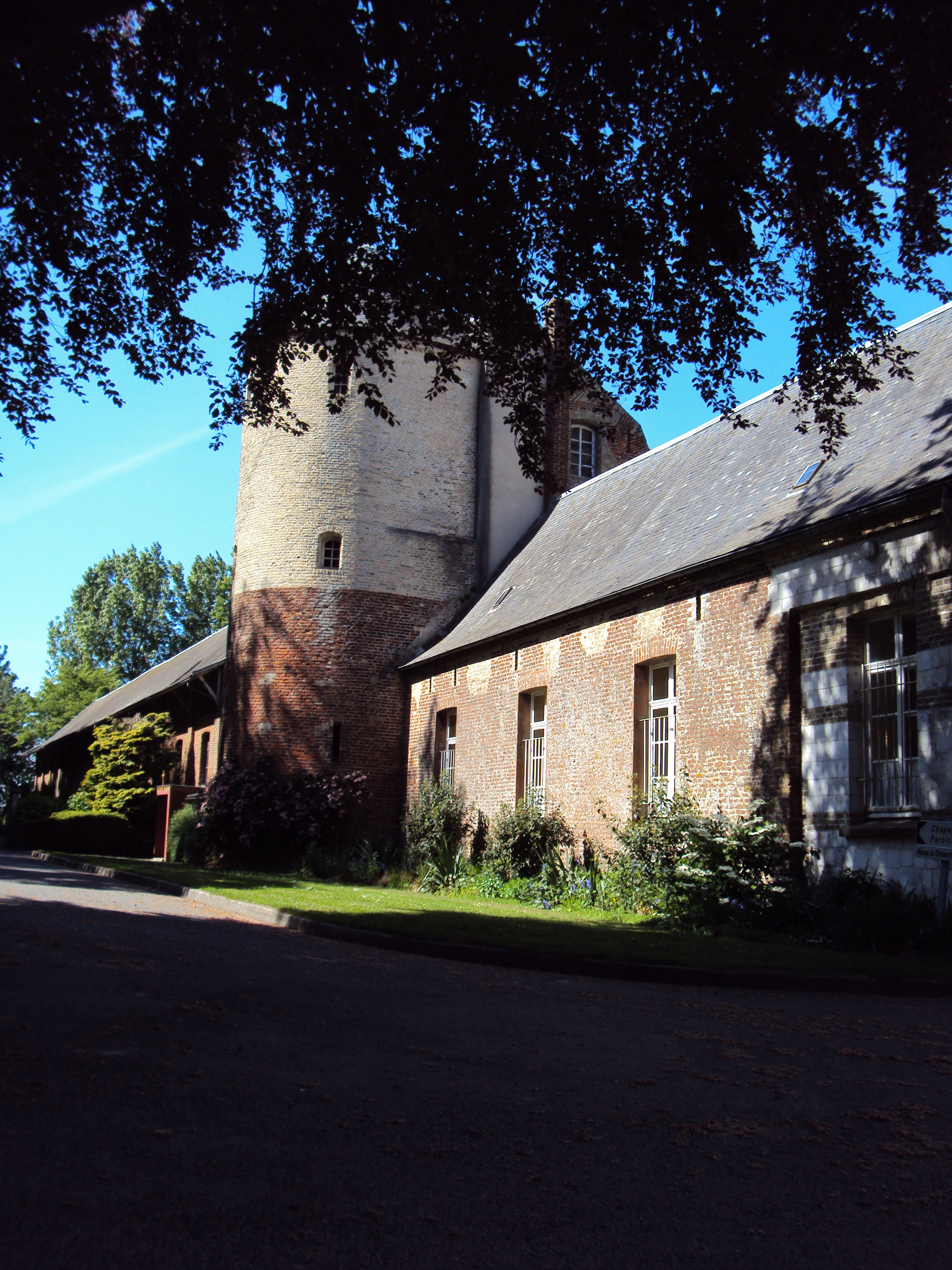
Oostelijke vleugel van de abdij

De Sint-Paulusabdij is een benedictijnerabdij gelegen te Wisques, in het Noord-Franse departement Pas-de-Calais. Gesticht in het jaar 1889 is ze verbonden met de mannelijke tak van de congregatie van Solesmes binnen de Benedictijnse Confederatie. Sinds 2013 vieren de monniken er de liturgie terug volgens de buitengewone vorm van de Romeinse ritus.

## Geschiedenis
De abdij is gesticht in 1889 als gevolg van het feit dat de benedictijnen van Solesmes de monialen van de Onze-Lieve-Vrouweabdij van Wisques als kapelaan vervoegden. Deze laatste abdij werd gesticht door monialen afkomstig uit de Abdij Sint-Cecilia te Solesmes. Het kleine kasteeltje tegenover het kerkhof diende hen eerst als onderdak en werd in 1894 als priorij erkend. Nadien installeerden ze zich in het grote kasteel dat ze als klooster inrichtten.
Als gevolg van de anti-klerikale en antikatholieke wetten van 1901 die het kabinet van Waldeck-Rousseau had laten stemmen, zagen de monniken zich genoodzaakt naar Nederland te verhuizen, alwaar ze de Sint-Paulusabdij te Oosterhout stichtten. Na de Eerste Wereldoorlog kregen ze in 1920 de toestemming om terug te keren naar Frankrijk, De huidige bakstenen gebouwen werden toen onder leiding van Dom Bellot vergroot.
Tijdens de Tweede Wereldoorlog werden sommige monniken in 1940 krijgsgevangen genomen. Ze keerden pas in 1945 terug naar de abdij.
De abdij breidde opnieuw uit, de kapel van de monniken werd gebouwd in 1957 en een nieuw gastenverblijf in 1968.
Bij de monniken kan men op geestelijke retraite gaan en ze volgen trouw de regel van Benedictus die hen het ora et labora voorschrijft.
In april 2009, na de plotse dood van de vader-abt van de Sint-Paulusabdij te Wisques, Dom Jacques Lubrez werd Dom Armand Sauvaget benoemd als prior-administrator door de abt van de stichtende abdij van Solesmes. Tot dan was hij cellarius geweest in de abdij van Keur Moussa te Senegal.
De abdij dreigde te verdwijnen doordat er geen novicen meer waren ingetreden sinds 25 jaar en ze niet meer dan veertien zeer bejaarde monniken telde (gemiddelde leeftijd in 2010 was 72 jaar en de oudste was 91). Deze abdij zien sterven liet de monniken van Fontgaumbault niet onverschillig en zij kwamen de abdij van Wisques effectief versterken in oktober 2013 met de aankomst van dertien monniken van de Onze-Lieve-Vrouweabdij van Fontgombault. 10 oktober was een bijzondere dag in de geschiedenis van het klooster. Rondom Monseigneur Jean-Paul Jaeger, bisschop van Atrecht, werd een eucharistie geconcelebreerd door de oude monniken, zowel degenen die bleven als vertrokken, en de herstichters die de voorafgaande dag waren aangekomen. Vanaf 11 oktober 2013 nam de abdij de ritus en de gewoonten van Fontgombault over, hierbij inbegrepen de viering volgens de buitengewone vorm van de Romeinse ritus.

## Abdijgebouwen
De abdij is ingeschreven als monument historique door het besluit van  7 oktober 2013 en werd vervolgens geklasseerd door het besluit van  28 februari 2014.

## Lijst van de vader-abten
- 1910-1928, Dom Jean de Puniet, verkozen als abt tijdens de ballingschap naar Oosterhout, resideerde nooit te Wisques en overleed te Oosterhout in 1941.
- 1928-1960, Dom Augustin Savaton, eerste abt verkozen te Wisques, overleden in 1965 en begraven onder de klokkentoren van de abdij.
- 1960-1985, Dom Jean Gaillard
- 1985-2005, Dom Gérard Lafond (overleden in oktober 2010[7]), afkomstig uit de abdij van Saint-Wandrille.
- 2005-2009, Dom Jacques Lubrez (overleden in april 2009[8]).
- 2009-2013, Dom Armand Sauvaget, monnik van de abdij van Keur Moussa in Senegal, benoemd als prior-administrateur door Dom Philippe Dupont, abt van Solesmes.
- 2013-2016, Dom Jean Pateau, abt van de abdij van Fontgombault, benoemd als administrateur door Dom Philippe Dupont, abt van Solesmes ter gelegenheid van de aankomst van de monniken van Fontgombault.
- 2016, Dom Philippe de Montauzan, heeft de abtszegening ontvangen in de Onze-Lieve-Vrouwekathedraal Notre-Dame te Sint-Omaars op zaterdag 4 juni 2016 door monseigneur Jean-Paul Jaeger Ordinarius van de plaats.[9]